# Travec Tecdrah TTi
Travec Tecdrah TTi este un vehicul off-road bazat pe prima generație de Dacia Duster.